# Поєдинок (фільм, 1957)
«Поєдинок» — радянська чорно-біла кінодрама 1957 року режисера Володимира Петрова за повістю Олександра Купріна «Поєдинок» (1905). Прем'єра фільму відбулася 2 грудня 1957 року. Перші ролі в кіно Євгена Євстигнєєва і Ернста Романова.

## Сюжет
Кінець XIX століття (1896 рік — як зазначено у звіті про дуелі в кінці фільму). Підпоручик Ромашов закохується в молоду дружину поручика Ніколаєва Олександру. В результаті конфлікту в офіцерських зборах між Ромашовим і Ніколаєвим офіцерський суд виносить рішення про поєдинок між ними. Олександра, маючи непереборну волю до облаштування своєї долі у вищому суспільстві через просування кар'єри чоловіка в Генеральному штабі за всяку ціну, пропонує Ромашову фіктивну дуель і себе як коханку.

## У ролях
- Микола Коміссаров — полковник Шульгович, командир полку
- Андрій Попов — Василь Нилович Назанський, поручик
- Юрій Пузирьов — Юрій Олексійович Ромашов, підпоручик
- Михайло Названов — Володимир Юхимович Ніколаєв, поручик
- Ірина Скобцева — Олександра Петрівна Ніколаєва
- Лідія Сухаревська — Раїса Олександрівна Петерсон
- Сергій Блинников — Лех, підполковник
- Микола Боголюбов — Осадчий, капітан
- Володимир Бєлокуров — Діц, штабс-капітан
- Євген Євстигнєєв — Петерсон, підполковник
- Олександр Гумбурґ — Слива, капітан
- Ной Аваліані — Бек-Агамалов, ад'ютант
- Павло Павленко — Свєтловідов, капітан
- Леонід Пархоменко — Павло Павлович Вєткін
- Олександр Лебедєв — Хлєбников, солдат
- Раднер Муратов — Гайнан, денщик Ромашова
- Лев Перфілов — Лобов, прапорщик
- Євген Меченко — епізод
- Гліб Стриженов — Міхін, підпоручик
- Микола Горлов — Золотухін, підпрапорщик
- Павло Брянський — епізод
- Анатолій Сахновський — епізод
- Георгій Мілляр — Клодт, штабс-капітан
- Валерій Єрофєєв — епізод
- Антоніна Гунченко — повія
- Ганна Заржицька — дама
- Ніна Палладіна — молода дама
- Ірина Шаляпіна-Бакшеєва — дама
- Алевтина Рум'янцева — повія
- Микола Карнаухов — денщик
- Ернст Романов — офіцер
- Віра Бурлакова — епізод
- Віктор Бубнов — офіцер
- Маргарита Жарова — повія

## Знімальна група
- Постановка: Володимир Петров
- Сценарій: Володимир Петров
- Оператори: Аркадій Кольцатий, Григорій Айзенберг
- Художник-постановник: Абрам Фрейдін
- Композитор: Арам Хачатурян
- Звукорежисер: Олександр Рябов
- Монтаж: З. Верьовкіна